# Grimmia tergestina x orbicularis
Grimmia tergestina x orbicularis là một loài Rêu trong họ Grimmiaceae. Loài này được H. Philib. ex Loeske mô tả khoa học đầu tiên năm 1930.

## Hình ảnh

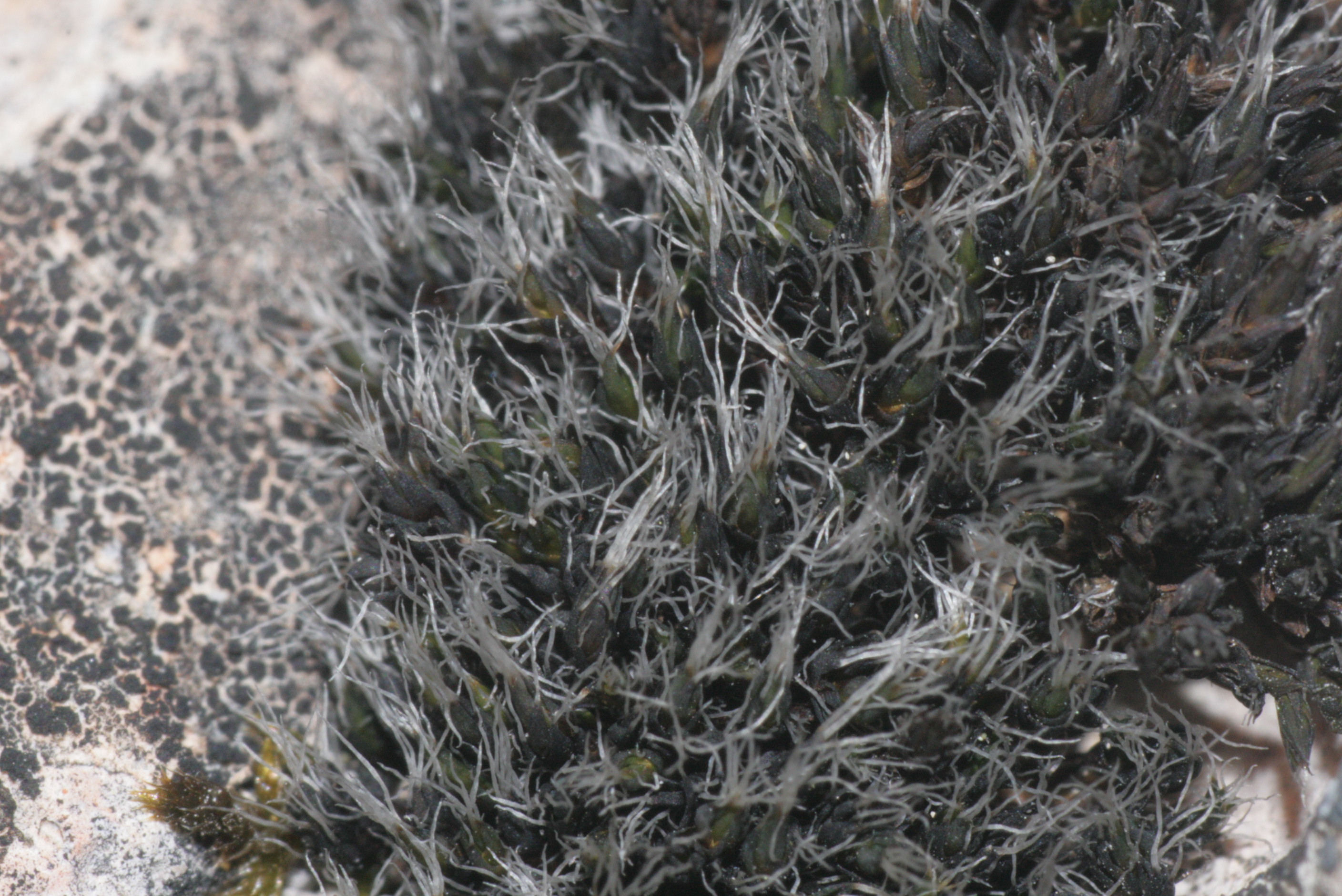
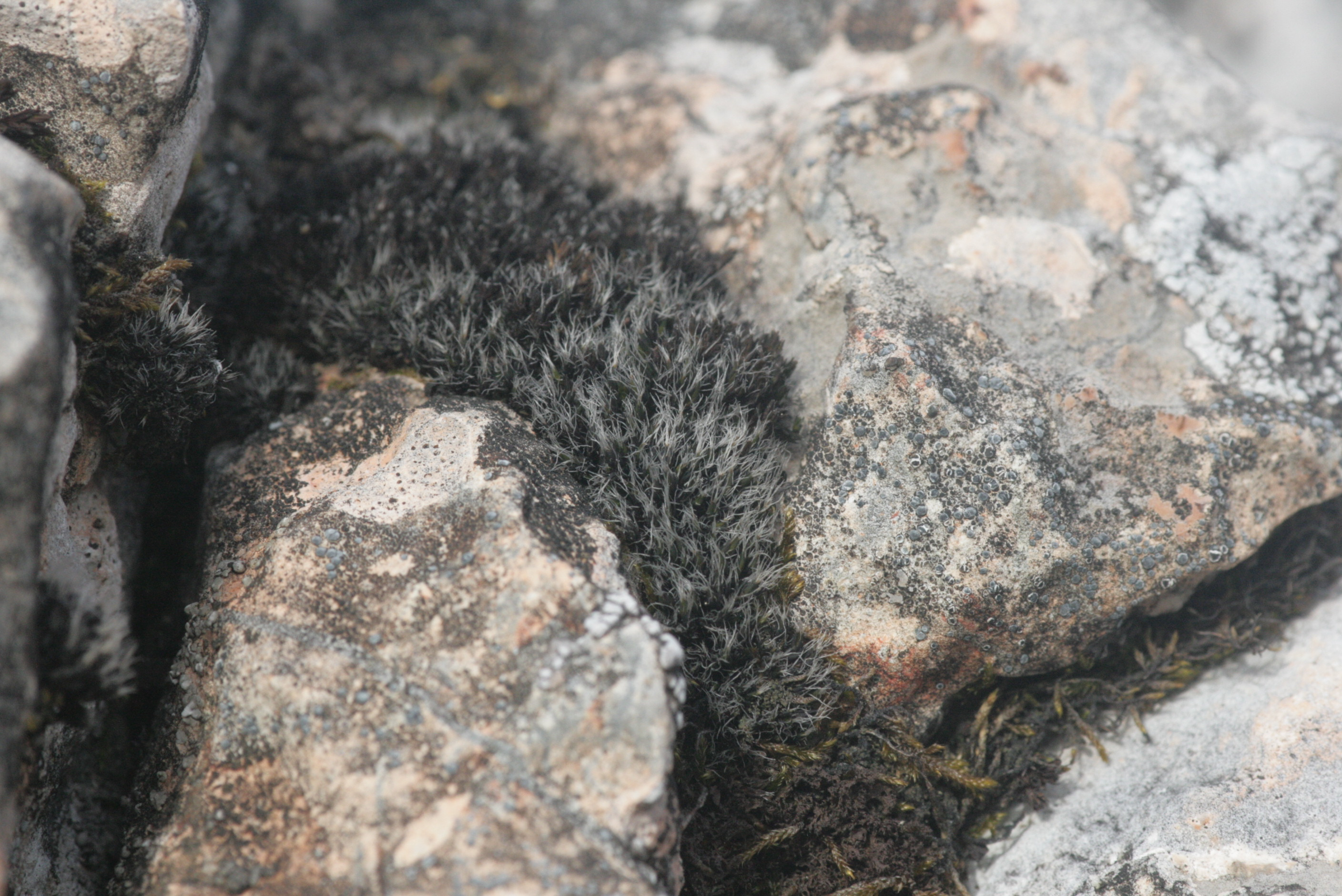
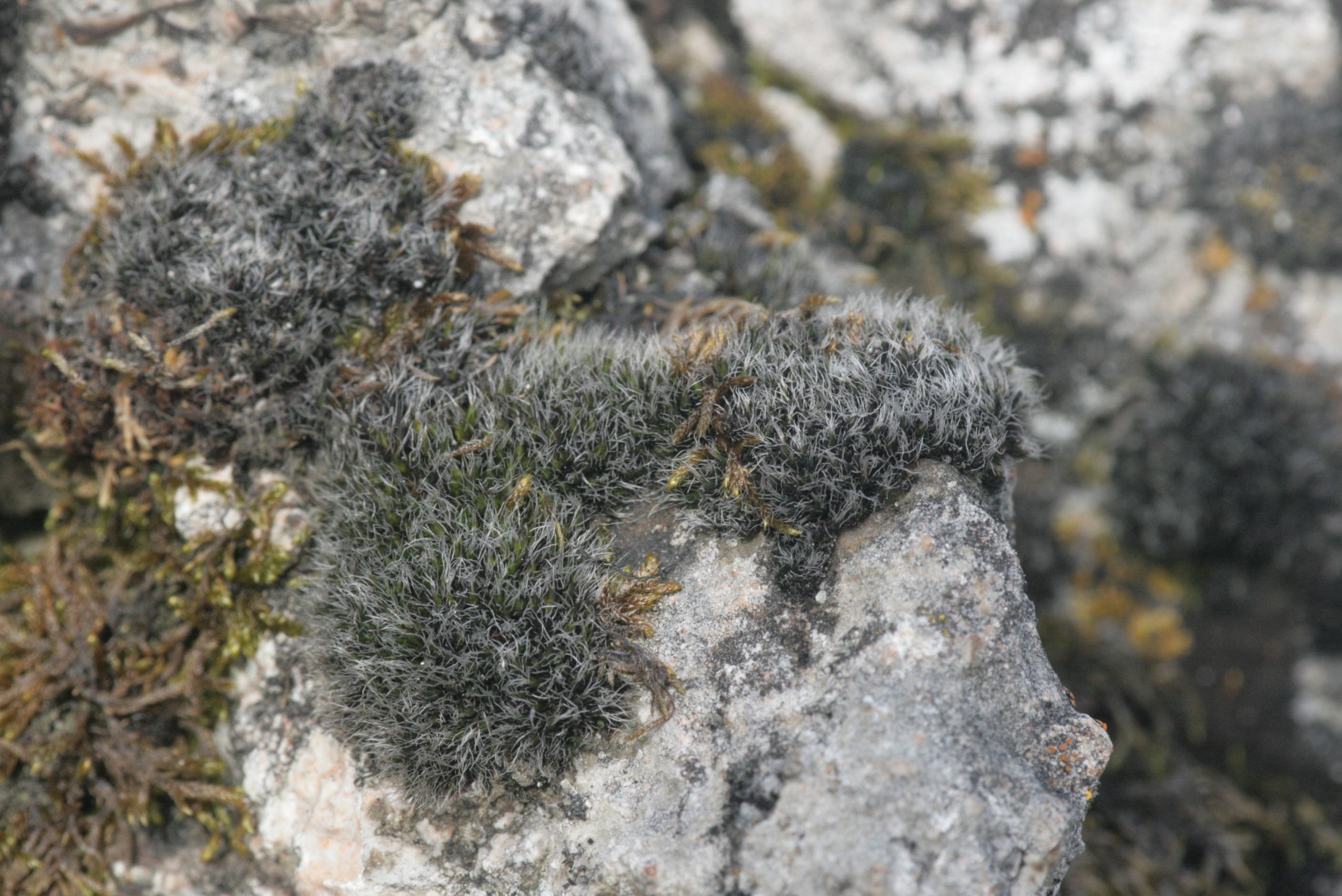
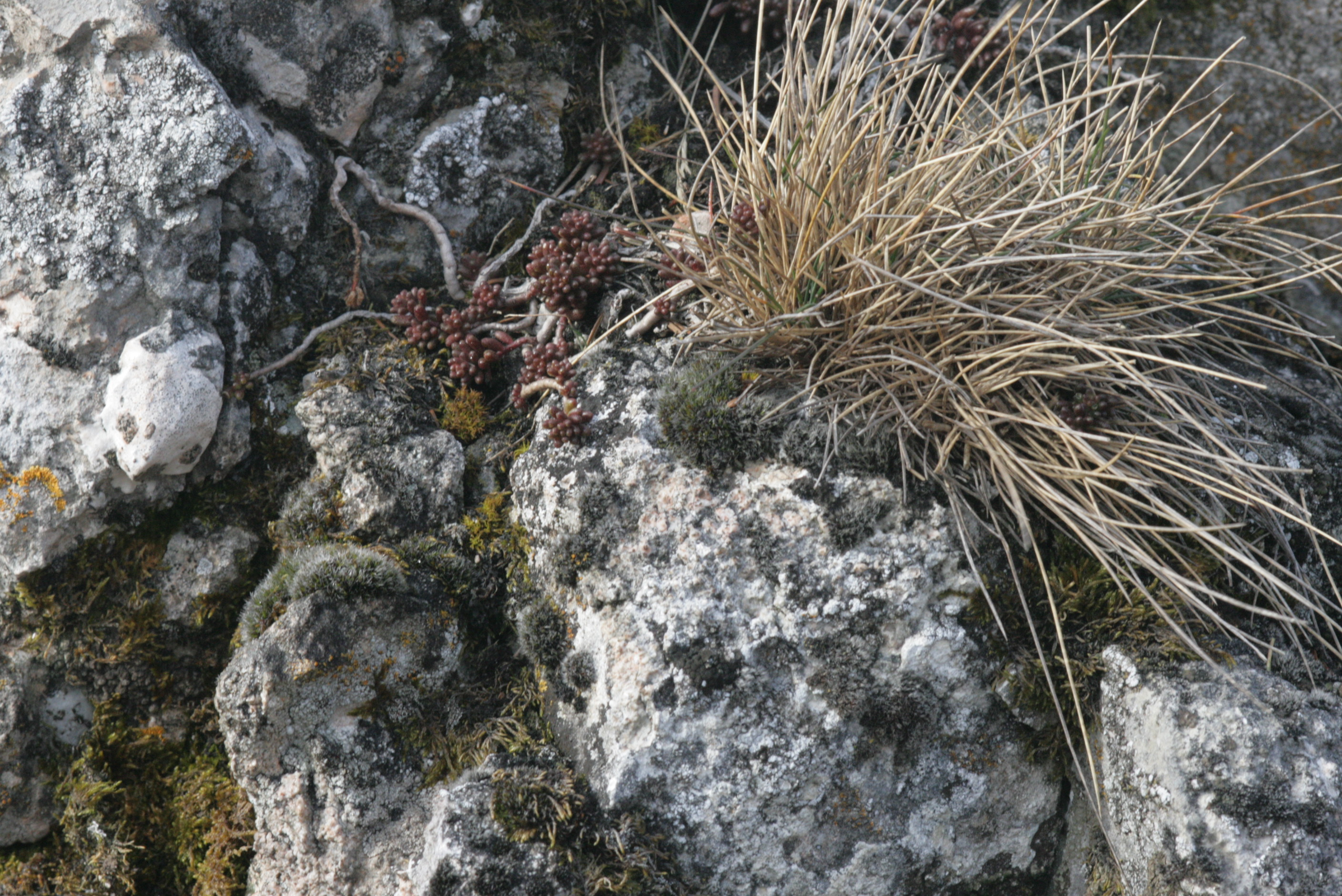